# Здание Джона Адамса
Здание Джона Адамса — одно из трёх зданий Библиотеки Конгресса США. Здание первоначально было построено в качестве пристройки к главному зданию Библиотеки (Здание Томаса Джефферсона). Оно открыло свои двери 3 января 1939 года. Расположено на улице Вторая-стрит между Индепенденс-авеню и Ист-Кэпитол-стрит в Вашингтоне, округ Колумбия.

## История
Идея построить новое здание Библиотеки была представлена Конгрессу США в 1928 году по настоянию библиотекаря Герберта Патнема. Законопроект был организован сенатором США Робертом Льюисом, председателем комитета Палаты представителей по библиотеке. 13 июня 1930 года было выделено $ 6,5 млн на строительство нового здания, прокладку подземного перехода к главному зданию библиотеки и на внесение изменений в восточный фронт главного здания, включая создание зала редких книг. Дополнительное финансирование, утверждённое 6 июня 1935 года, составило $ 8 226 457.
Архитектор Капитолия Дэвид Линн взялся за проект и заказал архитектурной компании Pierson & Wilson из Вашингтона дизайн нового здания, архитектором-консультантом стал Александр Буел Троубридж. Контракт предусматривал завершение строительства 24 июня 1938 года, но здание не было готово к открытию до 2 декабря 1938 года. Переезд отдела карт началось 12 декабря, а двери публике он открыл в новом здании 3 января 1939 года.
Здание имеет пять этажей над землей, причём пятый этаж имеет отступ от основного корпуса в 11 метров. Здание имеет 290 км стеллажей (по сравнению с 167 км в здании Джефферсона) и может вмещать десять миллионов томов. Всего в здании 12 уровней, начиная с подвала и до 4-го этажа. Каждый уровень содержит около 53  000 м² полок.
13 апреля 1976 года на церемонии, посвященной дню рождения Томаса Джефферсона, в мемориале Джефферсону президент США Джеральд Форд подписал акт об изменении названия с Дополнительного здания Библиотеки Конгресса на здание Томаса Джефферсона Библиотеки Конгресса. 13 июня 1980 года здание приобрело своё нынешнее название, в честь Джона Адамса, второго президента, который в 1800 году одобрил закон о создании Библиотеки Конгресса.
Здание облицовано белым мрамором из штата Джорджия, а в конструкции применены новые материалы, такие как акустические панели, пластик Formica, витролит и стеклянные трубки.

## Бронзовые входные двери Ли Лори

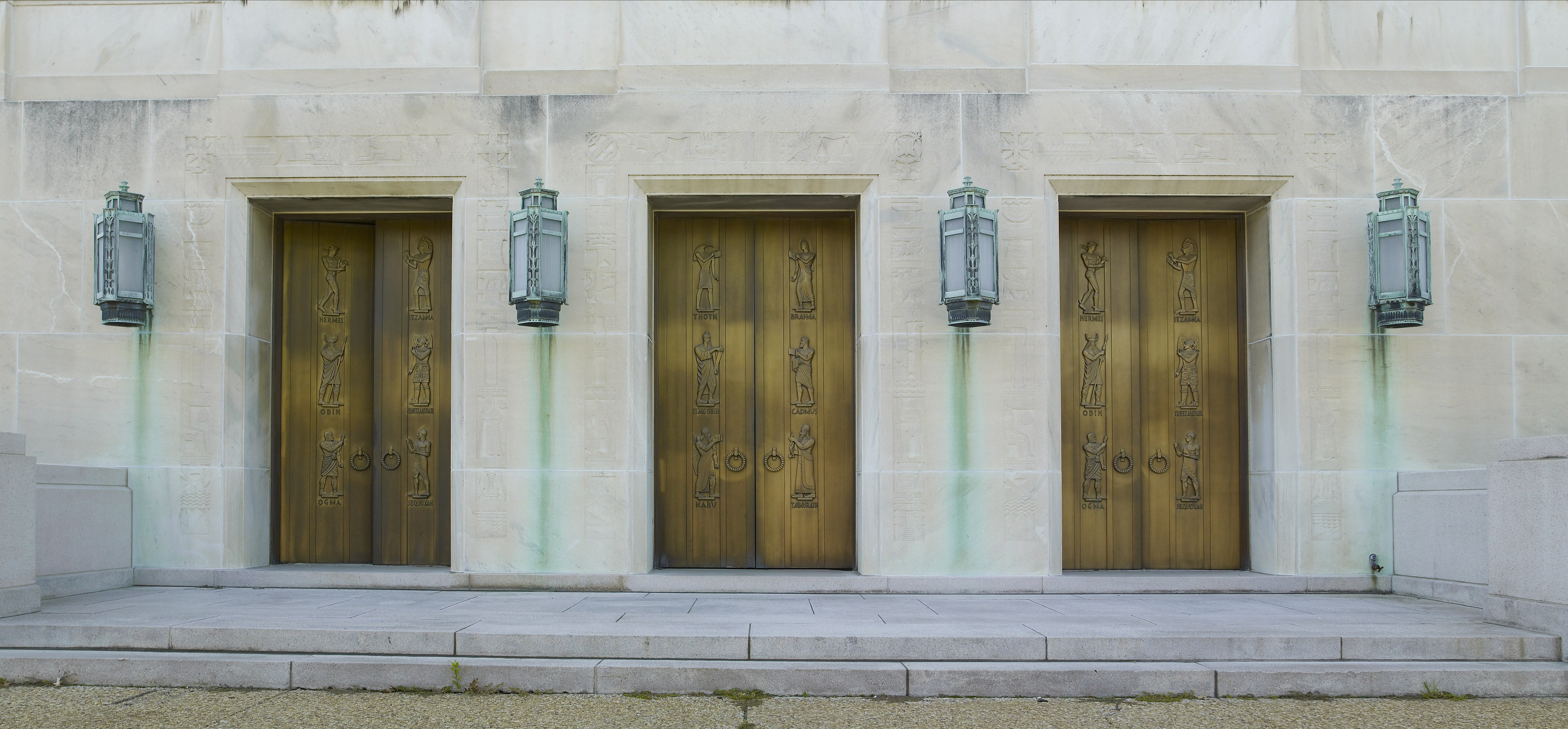
Ли Лори, скульптурные бронзовые фигуры, восточные входные двери

В честь истории письменности Ли Лори изобразил различные фигуры на бронзовых дверях западного и восточного входа.
На фигурах изображены:
- Гермес, посланник бога
- Один, германо-скандинавский создатель рунического алфавита
- Огма, ирландский создатель галльского алфавита
- Ицамна, бог майя
- Кетцалькоатль, бог ацтеков
- Секвойя, вождь, создатель азбуки чероки
- Тот, египетский бог
- Цан Цзе, создатель китайской письменности
- Набу, аккадский бог мудрости
- Брахма, индуистский бог творения
- Кадм, создатель эллинских письмен
- Тахмурас, персидский создатель письменности